# Carcano Mod. 91
Гвинтівка Каркано зразка 1891 року (більш знана як Carcano, або Parravicino-Carcano) — основна італійська гвинтівка часів Першої та Другої світових воєн. Випускалася у варіантах як власне гвинтівки (італ. Fucile), так і карабіна (італ. Moschetto).

## Історія
Італійська гвинтівка зразка 1891 системи Паравіччіні — Каркано (M1891 Paravicini — Carcano), часто також помилково іменована Маннліхер — Каркано (Mannlicher — Carcano) була розроблена інженером М. Каркано на державному арсеналі в місті Терні і прийнята на озброєння комісією під керівництвом генерала Паравіччіні. Разом з гвинтівкою були прийняті на озброєння і нові патрони калібру 6,5мм (6,5х52) з гільзою без закраїни та довгою тупокінцевою оболонковою кулею. Ім'я відомого австрійського конструктора зброї Фердинанда Фон Маннліхер пов'язують з цією гвинтівкою тому, що в ній використаний магазин його системи з пачковим заряджанням, хоча і модифікований (швидше за все, запозичений у німецької гвинтівки М1888). В іншому гвинтівки системи Каркано мають з гвинтівками системи Маннліхер дуже мало спільного.
Гвинтівки М91 випускалися як в піхотному варіанті (зі стволом великої довжини, позначалися Fucile di Fanteria Mo.1891), так і у варіантах карабінів — кавалерійському (Moschetto Mo.91 da Cavalleria, прийнятий на озброєння в 1893 році, мав невідокремлений складаний багнет), і для спеціальних військ (Moschetto per Truppe Speciali Mo.91, або M91TS, прийнятий в 1897 році, комплектувався звичайним відокремленим багнетом). У 1938 році з досвіду дій в північній Африці було вирішено, що 6,5 мм патрони мають недостатню забійну дію, і на основі гільзи 6,5 мм патрона був створений новий боєприпас калібру 7,35 мм з загостреною оболонковою кулею. Під цей боєприпас був створений короткий варіант гвинтівки системи Каркано М38, покликаний замінити як піхотні гвинтівки, так і карабіни. З початком Другої світової війни стало ясно, що здійснити перехід на новий боєприпас не вдасться, і в 1940 році італійці повернулися до патрона 6,5х52 як до основного піхотному боєприпасу. При цьому вже випущені гвинтівки М38 були перестволені під старий патрон, а частина «довгих» гвинтівок М91 була «вкорочена» під стандарт М38 при збереженні вихідного калібру 6,5 мм. Деяка кількість гвинтівок системи Каркано також було випущено під німецький патрон 7,92×57 мм Маузер, ці гвинтівки використовувалися в основному в північній Африці.
Мабуть, найбільшу «славу» гвинтівки системи Каркано заслужили вже після війни, коли одна така гвинтівка, продана в США і оснащена оптичним прицілом, була використана Лі Харві Освальдом при вбивстві президента Кеннеді 22 листопада 1963 в місті Даллас, штат Техас.

## Механізм
Гвинтівки системи Каркано мають подовжньо ковзний поворотний затвор. Замикання ствола здійснюється двома бойовими упорами в передній частині затвора, основа руків'я затвора служить третім (запобіжним) упором. Невідокремлений коробчатий магазин вміщує шість патронів в пачці, яка залишається в магазині до витрачення всіх патронів. Після того, як із магазина вийде останній патрон, пачка випадає з нього вниз через спеціальне вікно під власною вагою. На відміну від оригінальної пачки системи Маннліхер, пачка системи Каркано не має «верху» і «низу» і може вставлятися в магазин будь-якою стороною. Ручний запобіжник розташований в задній частині затвора, і має два положення, вгору (запобіжник включений) і вправо (вогонь). Гвинтівки зразка 1891 року мали стволи з прогресивною нарізкою, починаючи з 1938 року всі гвинтівки як калібру 6,5 мм, так і калібру 7,35 мм, мали стволи з постійним кроком нарізів. Приціли на гвинтівках до 1938 року — регульовані, відкриті, на гвинтівках зразка 1938 року — відкриті, нерегульовані, виставлені на дальність в 300 метрів. Всі гвинтівки та карабіни, крім кавалерійських, мали кріплення для штатного штик-ножа. Кавалерійські карабіни зразка 1891 року мали неокремі голчасті багнети, які складалися вниз і назад, під ствол.

## Прототипи
- Fucile di Fanteria Mo. 1891 — «піхотна гвинтівка зразка 1891 року», прийнята на озброєння в березні 1892 р. під патрон 6,5×52 мм.

Загальна довжина: 1282 мм.
Довжина ствола: 780 мм Вага: 3,78 кг.
Живлення забезпечувала пачка на 6 патронів.
Приціл на 2000 м.
Зброя забезпечувалася тесачним багнетом.
- Moschetto da Cavalleria Mo. 1891 — карабін, розроблений влітку 1893 р. для кавалеристів і кінних жандармів.

Загальна довжина: 953 мм: Довжина ствола: 450 мм: Вага: 3,06 кг.
Приціл на 1500 м.
- Moschetto per Truppe Speciali Mo. 1891 (скор. Mo. 1891 TS) — карабін для саперів, зв'язківців і артилеристів, що з'явився в 1897 р. В цілому, ідентичний кавалерійській моделі, але має вагу 3,22 кг і багнет тесачного типу